# Boîte à chaussures (architecture)
Pour les articles homonymes, voir boîte à chaussures.

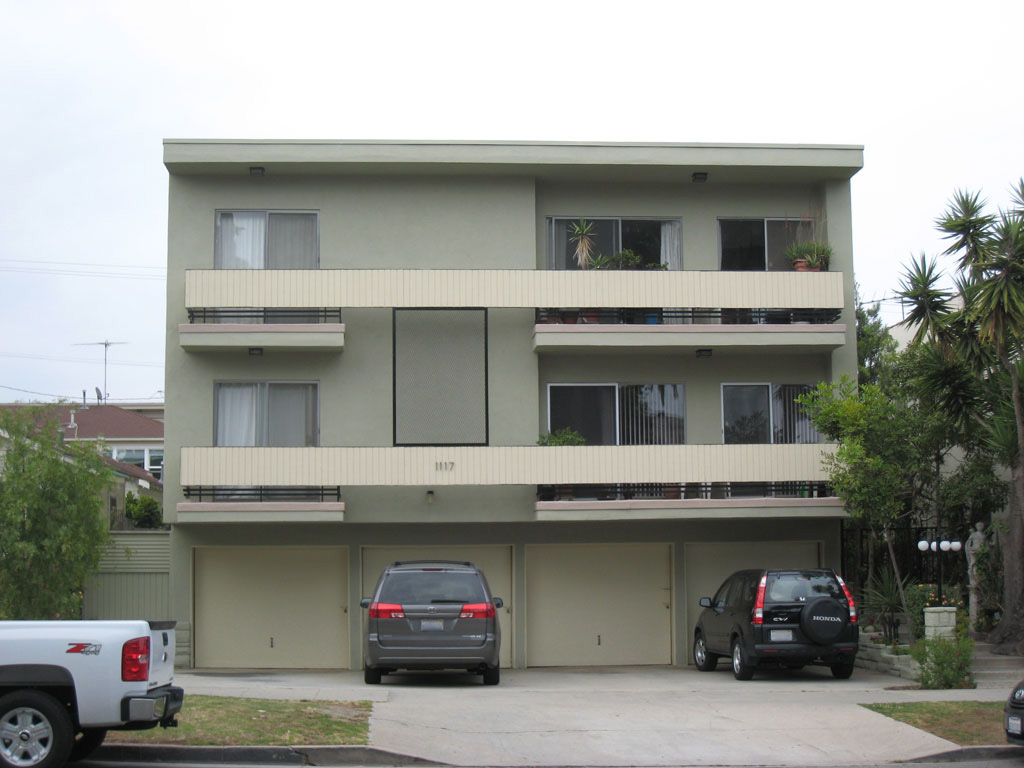
Un exemple : immeuble d'habitation moderne de style dingbat.

Le style boîte-à-chaussures est un style fonctionnaliste d'architecture moderne caractérisé par une prédominance de lignes droites et de formes orthogonales, avec des rangées horizontales de fenêtres ou de façades vitrées. Ce schéma simple et répétitif caractérise notamment la construction bon marché.
Le style boîte-à-chaussures est employé par exemple pour:
- les logements construits en série, comme les grands ensembles dans le monde entier et les dingbats à Los Angeles ;
- les bâtiments individuels à charpente métallique à destination commerciale, logistique ou industrielle ;
- les salles de concert de forme rectangulaire, par opposition à leur architecture traditionnelle en amphithéâtre, en cercle ou en fer à cheval[3].